# Philogelos
Le Philogelos (du grec ancien Φιλόγελως / Philógelôs, signifiant « L'Ami du rire ») est le plus ancien recueil de blagues connu en Occident. Contenant 265 blagues en grec ancien, ce recueil date du IIIe ou du IVe siècle de notre ère. Il est en tout cas postérieur à 248, car la blague 62 fait référence au millénaire de Rome qui fut célébré cette année-là. Préciser la date du recueil est difficile en raison de sa nature et du manque d'information sur ses auteurs. Selon Louis Robert : « Le fond du texte a été rédigé au IIIe siècle apr. J.-C., en utilisant des éléments antérieurs et avec des additions ou retouches postérieures ».
Le recueil est attribué à Hiéroclès et Philagrios, deux personnages dont on sait très peu — et qu'il ne faut pas confondre avec d'autres homonymes. Bien que le recueil soit le plus ancien connu, on a retrouvé chez Athénée que Philippe II de Macédoine avait financé un club à Athènes afin de recueillir les meilleures blagues de ses membres.

## Les blagues
La plupart des blagues sont très courtes, et « présentent souvent une pointe finale inattendue ». On trouve certaines blagues sous plusieurs versions différentes, ce qui montre que l'on a bien affaire à un recueil provenant largement de sources orales. De nombreux personnages sont moqués, dont :
- Les intellectuels (σχολαστικοί / skholastikoí) : si leur formation purement livresque met en lumière leur prétention, elle cache mal leur bêtise. En fait[4], le skholastikos est le principal protagoniste du recueil. R. Marseglia le décrit comme « un intellectuel pédant et étourdi que ses pensées abstraites éloignent de la réalité »[4].
- Les avares (φιλάργυροι / philárguroi) ;
- Les citoyens d'Abdère (Ἀϐδηρῖται / Abdêrîtai) et de Cymé (Κυμαῖοι / Kumaîoi) ;
- Les charlatans (ἀγύρτες / agúrtes) ;
- Les femmes (γυναῖκες / gunaîkes) ;
- Les gens ayant une mauvaise haleine (ὀζόστοµοι / ozóstomoi) ;
- Les eunuques (εὐνούχοι / eunoúkhoi)

Les histoires drôles présentes dans le Philogelos révèlent que les insultes relatives à l'infirmité physique avaient déjà cours ; on trouve aussi des mots d'enfants (« Papa, est-ce que les gens des autres cités ont une lune aussi grosse que la nôtre ? ») et le texte est d'un humour parfois étonnamment moderne. Le Philogelos permet aussi de saisir des aspects du quotidien de l'Antiquité et de la culture de l'Empire romain que les sources plus académiques évoquent beaucoup moins.

### Exemples
Trois histoires :

« Voulant traverser un fleuve, un intellectuel monta sur le bateau avec son cheval, en restant en selle. Quand un tel lui demanda pourquoi il ne descendait pas, il répondit : "Je suis pressé !" (Philogelos, n° 31)
Un intellectuel vit la lune et demanda : "Est-ce que dans les autres villes aussi il y a des lunes comme ça ?" (n° 49)
En écrivant son testament, un avare se désigna lui-même comme son propre héritier. (n° 104) »

#### Édition en langues modernes
- B. Baldwin, The Philogelos or Laughter-Lover, Amsterdam, 1983 (traduction anglaise et commentaire) Lire un compte rendu dans la Revue Belge de Philologie et d'Histoire.
- Va te marrer chez les Grecs. Philogelos, recueil de blagues grecques anciennes, établissement de l'édition, traduction du grec ancien, notes et postface par Arnaud Zucker, Paris, Éditions Mille et une nuits, 2008, 92 p.  (ISBN 978-2-755-50049-3)
- Le Philogelos, édition bilingue, trad. Christophe NOËL, Amazon/KDP édition, 2023, 110 p.  (ISBN 979-8-870-63592-7)
- Rocco Marseglia, Manuel de Petit Grec. Lire en grec ancien, Paris, Ellipses, 2024, 236 p. (ISBN 978-2-340-09391-1), chap. 2 (« Lire des histoires drôles de Philogelos »), p. 29-4835 histoires, en grec ancien et traduction, avec notes sur le texte grec et vocabulaire.

#### Édition grecque
- (grc + la) R. D. Dawe (éd.), Philogelos, , Munich, K.G. Saur Verlag, coll. « Bibliotheca scriptorum graecorum et romanorum Teubneriana », n° 135, 2000, 132 p. ((en) Compte rendu de l'édition de Dawe)

#### Études
- Jean Rougé, « Le philogélôs et la navigation », Journal des Savants, 1987, 1-2, p. 3-12 Lire en ligne